# 龍蔵寺 (日光市)
龍蔵寺（りゅうぞうじ）は、栃木県日光市足尾町赤倉11-12にある天台宗の寺院。山号は赤倉山。本尊は阿弥陀如来。創建年は不詳。輪王寺の末寺。

## 歴史

### 創建
大宝元年（701年）3月に役小角によって創建されたという伝承がある。
後の大火で資料が焼失しているため、創建については判然としない。大同元年（806年）に勝道上人の弟子によって創建されたとされる場合もある。承和5年（838年）に慈覚大師が再興し、輪王寺座主の座禅院によって補修されたとされる場合もある。
明応4年（1495年）11月、光明院如来寺の昌源僧正が龍蔵寺を造営したとされる。

### 近代・現代
もとは妙道院の末寺だったが、明治維新後の神仏分離の際に妙道院が廃絶すると、輪王寺の末寺となった。
1887年（明治20年）4月8日には松木大山の大火が起こり、松木から赤倉・上間藤・下間藤・田元までの広大な範囲の山林や人家が焼失した。この際には龍蔵寺も建物や宝物をことごとく焼失している。1889年（明治22年）8月には薬師堂が再建され、1895年（明治28年）4月には本堂が再建された。1915年（大正4年）4月には鐘楼が建立された。

## 境内

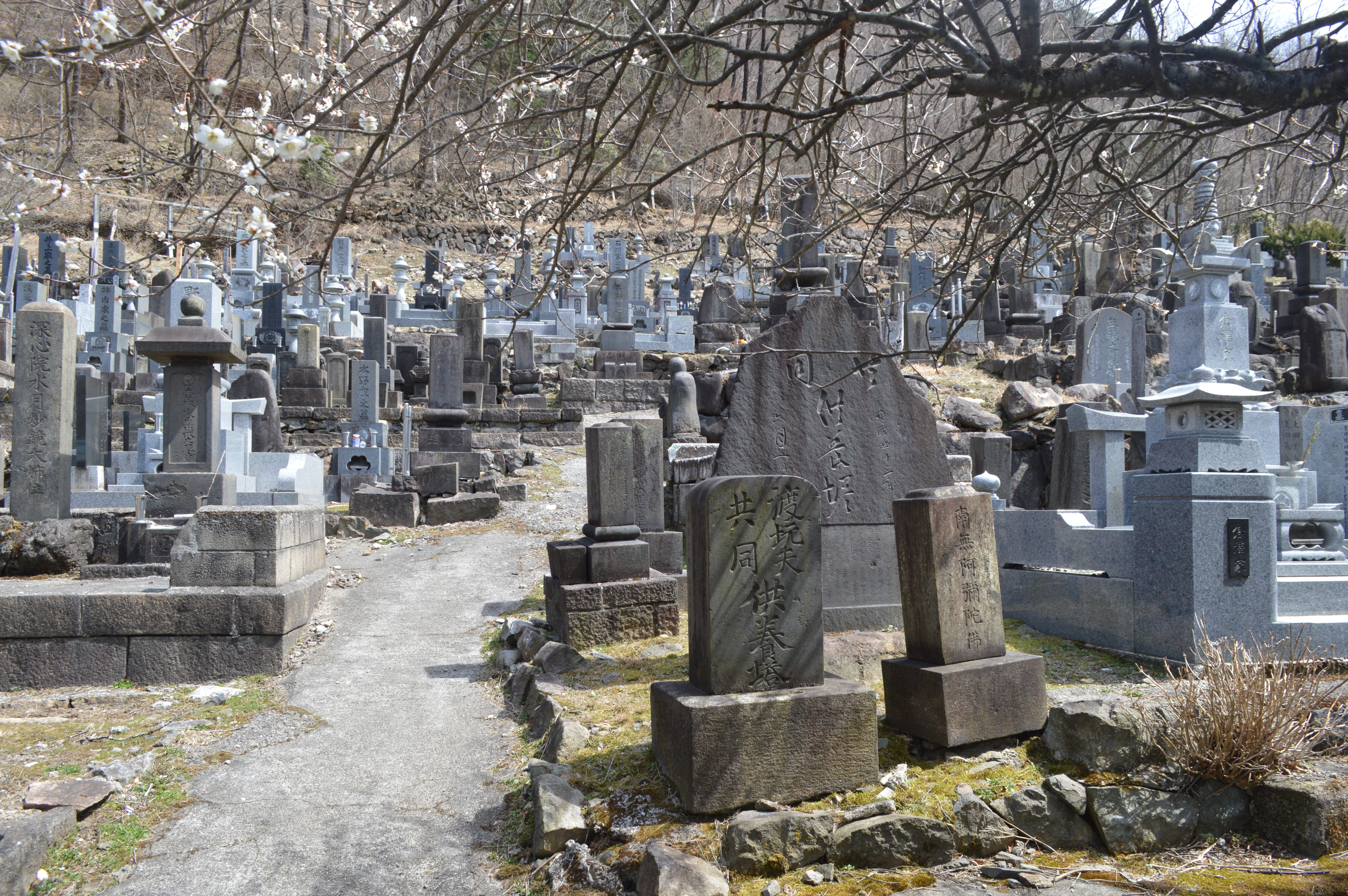
渡坑夫共同供養塔（中央手前）がある墓地

- 本堂
- 太忍坊全祐の碑[1]
- 日光桜正坊の碑[1]
- 渡坑夫共同供養塔[1] - 各地の鉱山を渡り歩く渡り坑夫の供養塔。
- 松木村無縁塔[1] - ピラミッド型の無縁塔。足尾鉱毒事件によって1902年（明治35年）に廃村となった松木村の墓石を集めている。

## 文化財

### 日光市指定文化財
- 「坑夫の墓」（考古資料） - 1989年（平成元年）12月8日指定。

## 現地情報
所在地
- 321-1502 栃木県日光市足尾町赤倉11-12

アクセス
- わたらせ渓谷鐵道わたらせ渓谷線間藤駅から徒歩